# Bianchi (Italia)
Bianchi (I Biànchi in calabrese) è un comune italiano di 1 185 abitanti situato nella provincia di Cosenza in Calabria. Il territorio comunale si estende per 32,96 km², ed è posto al confine tra le province di Cosenza e Catanzaro.

## Geografia fisica
Il territorio di Bianchi è situato ai piedi dell'altopiano della Sila, e possiede un clima e una composizione di flora e fauna montana. In estate il clima è mite con temperatura media intorno ai 25 °C, mentre in inverno, specialmente in febbraio, la temperatura può scendere fino a −10 °C. La città gode dell'assoluta mancanza di fonti di inquinamento e della freschezza dovuta ai suoi boschi. D'inverno è possibile sciare nei vicini centri di Lorica e Camigliatello Silano, dove sono presenti piste e impianti di risalita.
La circoscrizione del comune di Bianchi è costituita dall’agglomeramento urbano delle frazioni di Ronchi, Murachi, Censo, Paragolio, Palinudo e Serra di Piro.  Nel territorio sono presenti tre  rilievi montuosi: il monte Sant'Antonio, il monte Chirico e il monte Comunelli. Al centro il fiume Corace, che attraversa il paese.

## Origini del nome
L'ipotesi più accreditata fa risalire la denominazione del comune alla famiglia Bianco, una delle prime stanziatesi a Bianchi, proveniente dal vicino centro di Scigliano a seguito della repressione degli ordini eretici, all'epoca della Controriforma.
Riguardo ai nomi delle frazioni, Murachi deriverebbe dalla famiglia omonima ivi stabilitasi. Censo dovrebbe essere stata zona di riscossione dei dazi o “cenzi” (tributi). Serra di Piro deve il suo nome a un grande albero di pero con il quale è stata realizzata la statua del santo patrono Sant’Antonio da Padova, ancora oggi presente nella chiesa di Serra di Piro e festeggiato il 13 giugno. Palinudo sarebbe stato in tempi antichi un terreno recintato da pali privi di corteccia, ossia "pali nudi". La frazione Ronchi prende il nome dall'attrezzo agricolo utilizzato nei molti campi presenti nella zona, la falce, in dialetto biancaro "runca". Non si hanno ipotesi in merito all'origine del nome della frazione Paragolio.

## Storia
La città ha avuto probabilmente origine a metà del XVII secolo, quando alcune famiglie provenienti dalla vicina Scigliano abbandonarono il loro paese in seguito alle devastazioni del terremoto del 1638. A costoro si aggiunsero altre famiglie di contadini e pastori che si stabilirono intorno ai palazzi delle famiglie benestanti, tra le quali i Folino, i Bianco, i Muraca e gli Accattatis, creando così nuovi villaggi.
Nel 1820 la città si scorporò da Scigliano per diventare comune a sé stante.
Negli anni della seconda guerra mondiale, tra il 1940 e il 1943, Bianchi fu uno dei 14 comuni della Calabria designati dalle autorità fasciste ad accogliere profughi ebrei in internamento libero. Vi fu confinata una coppia di profughi ebrei polacchi: il marito (Enrico Brochis) morì per cause naturali il 19 novembre 1942; la moglie (Olga Mizrah Brochis) fu liberata con l'arrivo dell'esercito alleato nel settembre 1943.

### Simboli
Lo stemma e il gonfalone sono stati concessi con decreto del presidente della Repubblica del 20 dicembre 1957.
Il gonfalone è un drappo partito di bianco e d'azzurro.

## Monumenti e luoghi d'interesse

### Architetture religiose
In ogni frazione del comune di Bianchi è presente una chiesa con un santo patrono per volere delle famiglie influenti dei diversi villaggi del tempo. La chiesa parrocchiale di san Giacomo Apostolo fu eretta a parrocchia nel 1792 da Mons. Grillo, vescovo della diocesi di Martirano. Di notevole pregio artistico sono l’organo a mantice situato nella chiesa di sant'Anna a Murachi e l'altare ligneo del 1609 all'interno della chiesa di Serra di Piro. Questa chiesa, la più antica del comune di Bianchi, fatta costruire dalla famiglia Folino, unita al palazzo baronale, fu donata  nel 2007 dagli eredi Serravalle al comune di Bianchi e nel 2018 alla parrocchia di San Giacomo apostolo. Altre chiese degne di rilievo sono quelle della Madonna del Carmine nella frazione Palinudo e quella della Madonna Addolorata nella frazione Censo.

### Architetture civili
A pochi chilometri da Bianchi sorgono i ruderi dell’abbazia di Santa Maria di Corazzo, ove dimorò l’abate Gioacchino da Fiore, famosa per le ricchezze dei cistercensi che vi abitarono.

## Società

### Evoluzione demografica
Abitanti censiti

Nel 2019 la città contava poco più di 1 000 abitanti. Il calo demografico degli ultimi decenni è dovuto all'emigrazione per cause economiche.

## Cultura
Bianchi dispone di una biblioteca comunale, istituita nel 2010 e situata nel palazzo comunale. Al suo interno è fruibile al pubblico la mostra permanente di pergamene antiche risalenti al XVI secolo. Alcune di esse sono a firma di Carlo V d'Asburgo, mentre altre attribuite a Federico II e Federico IV degli Aragonesi; sono presenti anche bolle papali di Papa Benedetto XII e atti notarili dell'imperatrice Costanza d'Altavilla, atti che elencano i privilegi concessi all'abbazia di Corazzo.

## Economia
L'economia sfrutta l'agricoltura, l'industria boschiva, i castagneti e i funghi.

## Infrastrutture e trasporti
Il comune di Bianchi è collegato con l'Autostrada del Mediterraneo grazie alla strada statale 616 che porta fino allo svincolo dell’A2 di Altilia - Grimaldi, da dove si possono poi raggiungere le città di Cosenza, Lamezia Terme, Catanzaro, e le vicine località balneari, come Falerna, Amantea e Pizzo. Attraverso la strada provinciale si raggiunge invece la Sila piccola.
Il comune è attraversato dalle seguenti direttrici stradali: